# Левченко Геннадій Петрович
Геннадій Петрович Левченко (нар. 20 грудня 1947) — український діяч, генеральний директор Харківського виробничого об'єднання «Завод імені Малишева». Народний депутат України 1-го скликання.

## Біографія
Закінчив Ворошиловградський машинобудівний інститут, інженер-механік.
Член КПРС з 1972 по 1991 рік.
Перебував на керівній інженерській роботі на підприємствах машинобудування.
На 1990 рік — директор механоскладального виробництва Харківського виробничого об'єднання «Завод імені Малишева».
18.03.1990 року обраний народним депутатом України, 2-й тур 46.39 % голосів, 6 претендентів. Входив до фракції «Безпартійні», «За соціальну справедливість». Член Комісії ВР України з питань оборони і державної безпеки.
З 1991 до середини 1990-х років — генеральний директор Харківського виробничого об'єднання «Завод імені Малишева».
У березні — жовтні 1992 року — член Колегії з питань економічної політики Державної думи України. У 1993 році — член Комісії Президента України з питань науки.
Потім — на пенсії.

## Нагороди
- орден «За заслуги» ІІІ ступеня (23.08.2011)[1]
- орден Дружби народів (Російська Федерація) (31.05.1993)
- медалі